# Мартини (коктейл)
Вижте пояснителната страница за други значения на Мартини.
Мартини е популярен коктейл от няколко части джин и една част вермут. Названието му идва от едноименната италианска марка вермут, произвеждана от компанията, която през 1863 г. е основана от торинците Теофило Сола, Алесандро Мартини и Луиджи Роси и която днес предлага над 100 различни вина и спиртни напитки по цял свят.
Мартинито е един от класическите коктейли. Като сухо късо питие то принадлежи към аперитивите и по правило се състои от джин или водка и вермут. Мартинито не трябва да се бърка с вермута на Мартини & Росси, модерният коктейл Сухо Мартини по принцип даже се приготвя с френски вид вермут, който му е дал около 1900 г. името. В американската барова култура тогава приготовлението е променено от червен сладък към сух бял вермут и с по-малко съставки. Така “френски сух” е било нарицателно за друг сорт вермути (French Dry) и е дало името на новия коктейл: Dry Martini.
Отчасти, макар и в по-широк смисъл и през модата на 1990-те години, и други къси питиета се отбелязват като „мартинита“, в случай че се сервират в класически, конусовидни чашки за мартини.

## Приготовление
Приготвянето на мартинито е доста оспорвано и дискутирано. Съставките трябва да са от най-високо качество, както и да са много студени. Те се разбъркват заедно с кубчета лед в чаша за бъркане или се раздрусват върху лед в шейкър и след това питието се изсипва в чашата за пиене, като ледът винаги остава в цедката на шейкъра. Не е абсолютно задължително чашите да се охлаждат предварително, но е препоръчително. Ароматът и вкусът на напитката зависят не на последно място от студенината. Ако тя не е постигната, мартинито може да има блудкав вкус. Качеството и температурата на леда, както и продължителността на разклащането или разбъркването, също играят роля, тъй като от една страна прекалено много отделена вода при разтопяването на леда би направила питието разводнено. Обратно, прекалено студеният лед не може да отдели студенината достатъчно бързо. Като гарнитура по правило се използва една зелена маслина с костилка, потопена в саламура (не в олио). Може да се ползва коктейлна черешка вместо маслинка. За напръскване с лимонено масло са подходящи само нетретирани с подобрители обелки от съвсем пресни лимони.